# ギャンブルホリデー
ギャンブルホリデーとは、かつて中央競馬を除く日本の公営競技において実施されていた、同競技の休催日のこと。

## 概要
1955年1月、当時の農林大臣、河野一郎が、群馬県前橋市で行った記者会見の席上、『競馬は、土曜、日曜、祭日以外は開催しないことを閣議で提案する』という発言を行い、翌日行われた定例閣議で申し合わせがなされたが、当時の通産大臣、石橋湛山が、河野のこの発言を了承したため、事実上、競馬と競輪がこの提案に同調することになった。
河野のこの発言以前は、中央競馬を除く各競技は平日もほぼ毎日開催を行っていたが、この発言以降、大阪府の豊中競輪場のように廃止に踏み切ったところがある一方で、土日祭日以外は開催が行なえないとなると、経営そのものが成り立たなくなってしまうことから、主催する各自治体は反対の姿勢を取るか、はたまた豊中競輪のように廃止するかの取捨選択を迫られていた。
しかし1961年7月25日に発表された、長沼弘毅を公営競技調査会会長とする「公営競技に関する現行制度と今後の基本的方策についての答申の件」（通称：長沼答申）においても『なお、開催日は原則として土曜、日曜及び国の定める休日とする。』という文言が盛り込まれた。
これに倣って、1963年の4月以降の開催から設けられることになったのがギャンブルホリデーである。
ギャンブルホリデーについては、競輪・競艇・オートレースは概ね毎週水曜日、地方競馬は同火曜日にそれぞれ設けられていた。したがって例えば競輪の場合だと、前後節6日間連続開催の場合、前節の初日が木曜日で最終日が土曜日、後節の初日が日曜日で最終日が火曜日となっていた。
しかし、1981年度以降、公営競技の売り上げが対前年度比割れを続けている現状を踏まえ、当制度が足かせになっているという各競技団体の申し合わせに基づき、1984年度限りで撤廃され、1985年度以降は曜日に関係なく開催することが可能になった。